# West Marion
West Marion è un census-designated place (CDP) degli Stati Uniti d'America, situato nello stato della Carolina del Nord, nella contea di McDowell. Secondo il censimento del 2020 gli abitanti di West Marion ammontavano a 1 226.